# Kościół Narodzenia Najświętszej Maryi Panny w Szóstce
Kościół Narodzenia Najświętszej Maryi Panny w Szóstce – rzymskokatolicki kościół parafialny w Szóstce, wzniesiony jako prawosławna cerkiew.

## Historia
Cerkiew w Szóstce została zbudowana według projektu Wiktora Syczugowa w latach 1888-1890. Budowa świątyni została sfinansowana przez państwo. W 1915 obiekt został porzucony, gdy prawosławni mieszkańcy Szóstki udali się na bieżeństwo. Cztery lata później opuszczoną świątynię przejął Kościół katolicki. Przez szesnaście lat był to kościół obrządku łacińskiego, następnie od 1931 cerkiew neounicka, jedna z dziesięciu takich placówek duszpasterskich w regionie. Po II wojnie światowej świątynia ponownie znalazła się w rękach katolików obrządku łacińskiego.

## Architektura
Cerkiew w Szóstce została wzniesiona w stylu bizantyńsko-rosyjskim, na planie krzyża. Obiekt posiada jedną nawę skonstruowaną na planie kwadratu, zwieńczoną monumentalną pojedynczą kopułą na cylindrycznym bębnie. Konstrukcja kopuły potęguje monumentalne wrażenie, jakie wywołuje niewielka rozmiarowo budowla. Niższe ramiona krzyża są wyodrębnione ryzalitowo, każde z nich wzniesiono na planie prostokąta. Nad przedsionkiem cerkwi wznosi się dzwonnica zwieńczona hełmem, flankowana dwiema przyporami. Pomieszczenie ołtarzowe świątyni zamknięte jest poligonalnie. Całość dodatkowo zdobią fryzy arkadkowy i schodkowy.